# Simulium saccai
Simulium saccai är en tvåvingeart som först beskrevs av Rivosecchi 1967.  Simulium saccai ingår i släktet Simulium och familjen knott.
Artens utbredningsområde är Italien. Inga underarter finns listade i Catalogue of Life.